# یورگووچیا
یورگووچیا(نام علمی: Yurgovuchia) نام یک سرده از شاخه طنابداران است.